# Pauline Betz
Pauline Betz (Dayton, 6 augustus 1919 – Potomac, 31 mei 2011) is een tennisspeelster uit de Verenigde Staten van Amerika.
In haar tijd speelden vrouwen enkel in amateurstatus, en in 1947 werd haar licentie, en die van Sarah Palfrey-Cooke, ingetrokken door de Amerikaanse tennisbond, omdat zij actief probeerden professional te worden. Op dat moment was zij 39 achtereenvolgende partijen ongeslagen, en de nummer één van de wereld.
Betz was zesmaal op rij nationaal Amerikaans kampioen (1941–1946), viervoudig winnares van het US Open (1942, 1943, 1944 en 1946) en eenmaal winnares op Wimbledon (1946). Ook behaalde zij in 1943 een zogenaamde golden set, een set waarin geen enkel punt wordt verloren (zesmaal 50-0).
In het vrouwendubbelspel stond zij zesmaal in een grandslamfinale. In het gemengd dubbelspel won zij Roland Garros 1946, samen met landgenoot Budge Patty.
Sinds 1965 is Betz opgenomen in de internationale Tennis Hall of Fame.

## Privé
Betz studeerde aan de Los Angeles High School, en leerde tennissen van Dick Skeen. In 1943 studeerde zij af aan het Rollins College, Florida. Aan de Columbia-universiteit behaalde zij een master-diploma in economie. 
In 1949 trouwde zij met sportverslaggever Bob Addie; samen kregen zij vijf kinderen.

## Resultaten grandslamtoernooien
| Legenda | Legenda                          |
| ------- | -------------------------------- |
| g.t.    | geen toernooi gehouden           |
| l.c.    | lagere categorie                 |
| –       | niet deelgenomen                 |
| G       | uitgeschakeld in de groepsfase   |
| 1R      | uitgeschakeld in de eerste ronde |
| 2R      | uitgeschakeld in de tweede ronde |
| 3R      | uitgeschakeld in de derde ronde  |
| 4R      | uitgeschakeld in de vierde ronde |
| KF      | uitgeschakeld in de kwartfinale  |
| HF      | uitgeschakeld in de halve finale |
| F       | de finale verloren               |
| W       | het toernooi gewonnen            |
| w-v     | winst/verlies-balans             |

† in 1946 en 1947 werd Roland Garros na Wimbledon gehouden

ƒ toernooi slechts voor Fransen (gespeeld tijdens de Duitse bezetting)

### Enkelspel
| toernooi        | 1941 | 1942 | 1943 | 1944 | 1945 | 1946† |
| --------------- | ---- | ---- | ---- | ---- | ---- | ----- |
| Australian Open | g.t. | g.t. | g.t. | g.t. | g.t. | –     |
| Roland Garros   | ƒ    | ƒ    | ƒ    | ƒ    | ƒ    | F     |
| Wimbledon       | g.t. | g.t. | g.t. | g.t. | g.t. | W     |
| US Open         | F    | W    | W    | W    | F    | W     |

### Vrouwendubbelspel
| Australian Open | g.t. | g.t. | g.t. | g.t. | – | –  |
| Roland Garros   | ƒ    | ƒ    | ƒ    | ƒ    | F | –  |
| Wimbledon       | g.t. | g.t. | g.t. | g.t. | F | –  |
| US Open         | F    | F    | F    | F    | – | 1R |

### Gemengd dubbelspel
| Australian Open | g.t. | g.t. | – |
| Roland Garros   | ƒ    | ƒ    | W |
| Wimbledon       | g.t. | g.t. | – |
| US Open         | F    | F    | – |

## Palmares

### WTA-finaleplaatsen enkelspel
| nr.              | finale     | toernooi          | ondergrond | tegenstandster          | score         |
| ---------------- | ---------- | ----------------- | ---------- | ----------------------- | ------------- |
| gewonnen finales |            |                   |            |                         |               |
| 1.               | 1941       | WTA Cincinnati    | hardcourt  | Mary Arnold             | 6-4, 6-3      |
| 2.               | 1942-09-07 | US Open           | gras       | Louise Brough           | 4-6, 6-1, 6-4 |
| 3.               | 1943       | WTA Cincinnati    | hardcourt  | Catherine Wolf          | 6-0, 6-2      |
| 4.               | 1943-09-06 | US Open           | gras       | Louise Brough           | 6-3, 5-7, 6-3 |
| 5.               | 1944-09-04 | US Open           | gras       | Margaret Osborne-duPont | 6-3, 8-6      |
| 6.               | 1945       | WTA Cincinnati    | hardcourt  | Dorothy Bundy           | 6-2, 6-0      |
| 7.               | 1945-10-01 | WTA San Francisco | gravel     | Margaret Osborne-duPont | 6-2, 7-5      |
| 8.               | 1946-07-06 | Wimbledon         | gras       | Louise Brough           | 6-2, 6-4      |
| 9.               | 1946-09-09 | US Open           | gras       | Patricia Canning-Todd   | 11-9, 6-3     |
| verloren finales |            |                   |            |                         |               |
| 1.               | 1941-09-07 | US Open           | gras       | Sarah Palfrey           | 5-7, 2-6      |
| 2.               | 1944       | WTA Cincinnati    | hardcourt  | Dorothy Bundy           | 5-7, 4-6      |
| 3.               | 1945-09-03 | US Open           | gras       | Sarah Palfrey           | 6-3, 6-8, 4-6 |
| 4.               | 1946-07-28 | Roland Garros     | gravel     | Margaret Osborne-duPont | 6-1, 6-8, 5-7 |

### WTA-finaleplaatsen vrouwendubbelspel
| nr.              | finale     | toernooi       | ondergrond | partner         | tegenstandsters                       | score         |
| ---------------- | ---------- | -------------- | ---------- | --------------- | ------------------------------------- | ------------- |
| gewonnen finales |            |                |            |                 |                                       |               |
| 1.               | 1943       | WTA Cincinnati | hardcourt  | Nancy Corbett   | Catherine Wolf Jane Wagner            | 6-3, 9-7      |
| verloren finales |            |                |            |                 |                                       |               |
| 1.               | 1939-10-09 | WTA Berkeley   | gravel     | Jane Stanton    | Patsy McCoy-Brown Freda Hammersley    | 6-4, 0-6, 2-6 |
| 2.               | 1941-09-07 | US Open        | gras       | Dorothy Bundy   | Sarah Palfrey Margaret Osborne-duPont | 6-3, 1-6, 4-6 |
| 3.               | 1942-09-07 | US Open        | gras       | Doris Hart      | Louise Brough Margaret Osborne-duPont | 6-2, 5-7, 0-6 |
| 4.               | 1944       | WTA Cincinnati | hardcourt  | Gloria Thompson | Dorothy Bundy Mary Arnold             | 3-6, 2-6      |
| 5.               | 1944-09-04 | US Open        | gras       | Doris Hart      | Louise Brough Margaret Osborne-duPont | 6-4, 4-6, 3-6 |
| 6.               | 1945-09-03 | US Open        | gras       | Doris Hart      | Louise Brough Margaret Osborne-duPont | 3-6, 3-6      |
| 7.               | 1946-07-06 | Wimbledon      | gras       | Doris Hart      | Louise Brough Margaret Osborne-duPont | 3-6, 6-2, 3-6 |
| 8.               | 1946-07-28 | Roland Garros  | gravel     | Doris Hart      | Louise Brough Margaret Osborne-duPont | 4-6, 6-0, 1-6 |

### WTA-finaleplaatsen gemengd dubbelspel
| nr.              | finale     | toernooi          | ondergrond | partner        | tegenstanders                        | score         |
| ---------------- | ---------- | ----------------- | ---------- | -------------- | ------------------------------------ | ------------- |
| gewonnen finales |            |                   |            |                |                                      |               |
| 1.               | 1946-07-28 | Roland Garros     | gravel     | Budge Patty    | Dorothy Bundy Tom Brown              | 7-5, 9-7      |
| verloren finales |            |                   |            |                |                                      |               |
| 1.               | 1941-09-07 | US Open           | gras       | Bobby Riggs    | Sarah Palfrey Jack Kramer            | 6-4, 4-6, 4-6 |
| 2.               | 1943-09-06 | US Open           | gras       | Pancho Segura  | Margaret Osborne-duPont Bill Talbert | 6-10, 4-6     |
| 3.               | 1945-10-01 | WTA San Francisco | gravel     | Myron McNamara | Virginia Kovacs Tom Brown            | 5-7, 3-6      |